# Pomponius Hylas kolumbarium

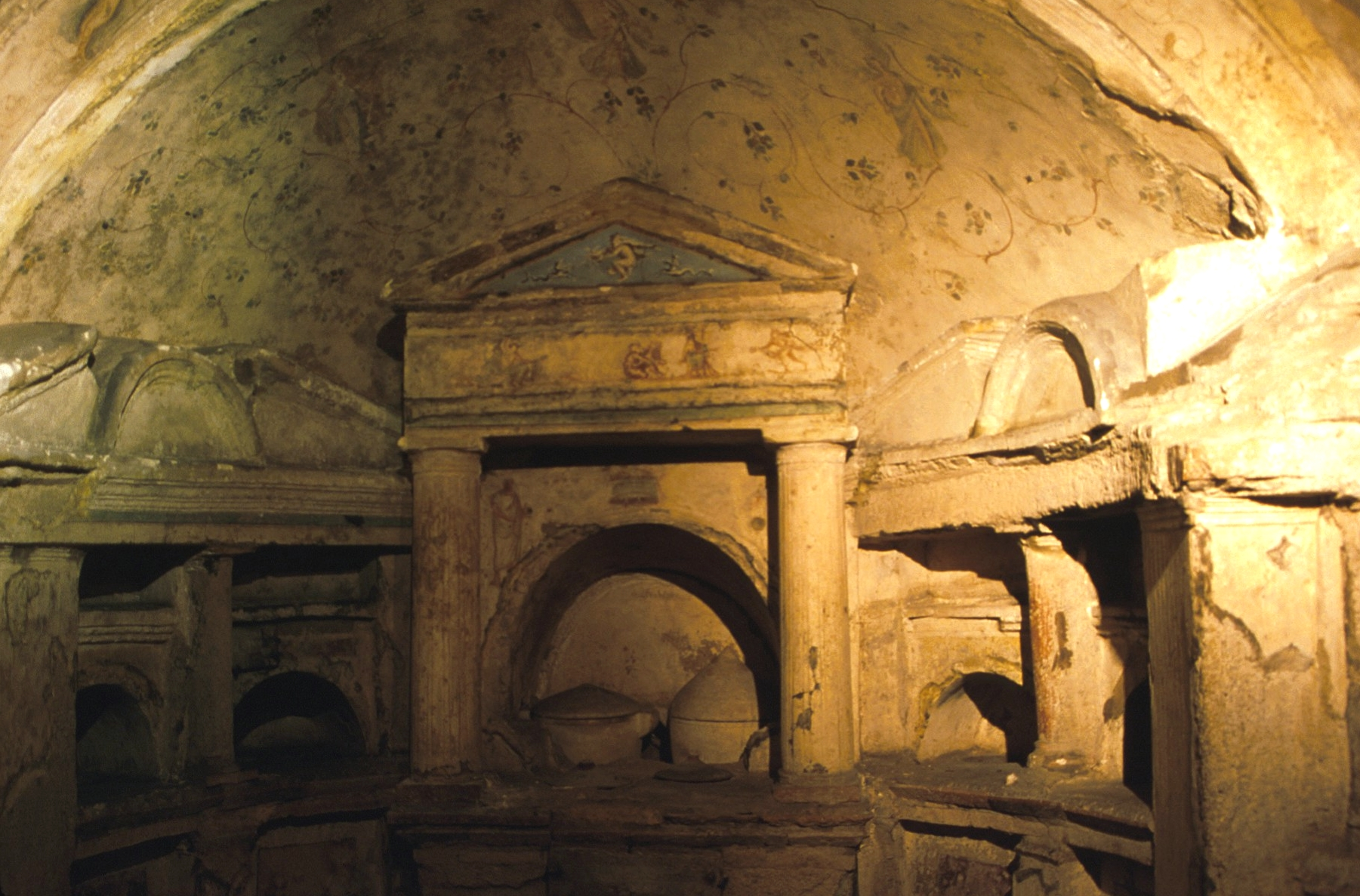
Pomponius Hylas kolumbarium.

Pomponius Hylas kolumbarium (latin: Sepulcrum Pomponii Hylae) är ett romerskt kolumbarium från första århundradet e.Kr., beläget i Rione Celio i sydöstra Rom. Kolumbariet upptäcktes år 1831. Gravkammaren har stuckutsmyckningar och målningar från omkring år 20 e.Kr.